# C/1854 L1 Klinkerfues
La cometa non periodica C/1854 L1 Klinkerfues è stata scoperta il 6 giugno 1854 dall'astronomo tedesco Ernst Friedrich Wilhelm Klinkerfues.
Questa cometa è indicata come il corpo d'origine di un sciame meteorico, le Epsilon Eridanidi: la cometa dà origine anche ad uno sciame meteorico sul pianeta Marte.
Peter Jenniskens e Jérémie Vaubaillon hanno suggerito che la cometa C/1854 L1 possa essere il ritorno della cometa medievale C/962 B1.